# Lista de clubes de futebol dos países membros da CONCACAF

CONCACAF países da Concacaf na cor salmão

Esta é uma lista de clubes dos países membros da Concacaf, federação que representa a América do Norte, América Central e Caribe. Guiana, Guiana Francesa e Suriname, pertencem a América do Sul, mas participam da Concacaf. Guadalupe, Martinica, Guiana Francesa, Saint-Martin, Sint Maarten e Bonaire são pertencentes apenas a Concacaf, mas não a FIFA. Os clubes de São Bartolomeu jogam no Campeonato Saint-Martinense de Futebol. Santo André, Providência e Santa Catarina, Saint-Pierre e Miquelon e os Países Baixos Caribenhos (dois dos três territórios das Antilhas Holandesas que restaram: Saba e Santo Eustáquio) não estão afiliados a nenhuma federação. A Groelândia pertence a CONIFA.

## Anguilla
- País:  Anguilla
- Associação de futebol: Associação de Futebol de Anguilla
- Escalão máximo: Campeonato Anguilano de Futebol (Inglês: AFA Senior Male League)

## Antígua e Barbuda
- País:  Antígua e Barbuda
- Associação de futebol: Associação Antiguana de Futebol
- Escalão máximo: Campeonato Antiguano de Futebol (Inglês: Premier Division )

## Aruba
- País:  Aruba
- Associação de futebol: Associação de Futebol de Aruba
- Escalão máximo: Campeonato Arubano de Futebol (Papiamento: Aruban Division di Honour)

## Bahamas
- País:  Bahamas
- Associação de futebol: Associação de Futebol das Bahamas
- Escalão máximo: Campeonato Bahamense de Futebol (Inglês:  Bahamas National Championship Final )

## Barbados
- País:  Barbados
- Associação de futebol: Associação de Futebol de Barbados
- Escalão máximo: Campeonato Barbadiano de Futebol (Inglês: Barbados Premier Division)

## Belize
- País:  Belize
- Associação de futebol: Federação de Futebol de Belize
- Escalão máximo: Campeonato Belizenho de Futebol (Inglês: Belize Premier Football League)

## Bermuda
- País:  Bermuda
- Associação de futebol: Associação de Futebol de Bermuda
- Escalão máximo: Campeonato Bermudense de Futebol (Francês:  Championnat du Burundi de football)

## Bonaire
- País:  Bonaire
- Associação de futebol:

Federação de Futebol de Bonaire
- Escalão máximo: Liga de Bonaire

## Canadá
- País:  Canadá
- Associação de futebol: Federação Canadense de Futebol
- Escalão máximo: Campeonato Canadense de Futebol. Serve como uma seletiva para a Liga dos Campeões da CONCACAF. Todos os times do Canadá jogam nas ligas dos EUA.

## Costa Rica
- País:  Costa Rica
- Associação de futebol: Federação Costarriquenha de Futebol
- Escalão máximo: Campeonato Costarriquenho de Futebol (Espanhol:  Unión de Clubes de Fútbol de la Primera División)

## Cuba
- País:  Cuba
- Associação de futebol: Associação de Futebol de Cuba
- Escalão máximo: Campeonato Cubano de Futebol (Espanhol:  Campeonato Nacional de Fútbol de Cuba)

## Curaçao
- País:  Curaçao
- Associação de futebol: Federação de Futebol de Curaçao
- Escalão máximo: Campeonato de Futebol de Curaçao (Papiamento:  Sekshon Pagá)

## Dominica
- País:  Dominica
- Associação de futebol: Associação de Futebol de Dominica
- Escalão máximo: Campeonato Dominiquense de Futebol (Inglês:  Dominica Championship)

## El Salvador
- País:  El Salvador
- Associação de futebol: Federação Salvadorenha de Futebol
- Escalão máximo: Campeonato Salvadorenho de Futebol (Espanhol:  Primera División de Fútbol Profesional )

## Estados Unidos
- País:  Estados Unidos
- Associação de futebol: Federação de Futebol dos Estados Unidos
- Escalão máximo: Campeonato Estadunidense de Futebol (Inglês:  Major League Soccer)

## Granada
- País:  Granada
- Associação de futebol: Associação de Futebol de Granada
- Escalão máximo: Campeonato Granadino de Futebol (Inglês: Grenada League)

## Guadalupe
- País:  Guadalupe
- Associação de futebol: Liga Guadalupana de Futebol
- Escalão máximo: Campeonato Guadalupano de Futebol (Francês:  Guadeloupe Division d’Honneur)

## Guatemala
- País:  Guatemala
- Associação de futebol: Federação Nacional de Futebol da Guatemala
- Escalão máximo: Campeonato Guatemalteco de Futebol (Espanhol:  Liga Nacional de Guatemala)

## Guiana
- País:  Guiana
- Associação de futebol: Federação de Futebol da Guiana
- Escalão máximo: Campeonato Guianense de Futebol (Inglês: GFF National Super League)

## Guiana Francesa
- País:  Guiana Francesa
- Associação de futebol: Liga de Futebol da Guiana Francesa
- Escalão máximo: Campeonato Nacional da Guiana Francesa (Francês: Championnat National de Guyane de football)

## Haiti
- País:  Haiti
- Associação de futebol: Federação Haitiana de Futebol
- Escalão máximo: Campeonato Haitiano de Futebol (Francês: Division 1 Ligue Haïtienne)

## Honduras
- País:  Honduras
- Associação de futebol: Federação Nacional Autônoma de Futebol de Honduras
- Escalão máximo: Campeonato Hondurenho de Futebol (Espanhol: Liga Nacional de Fútbol de Honduras)

## Ilhas Cayman
- País:  Ilhas Cayman
- Associação de futebol: Associação de Futebol das Ilhas Cayman
- Escalão máximo: Campeonato Caimanês de Futebol (Inglês:  Cayman Island League)

## Ilhas Virgens Americanas
- País:  Ilhas Virgens Americanas
- Associação de futebol: Federação de Futebol das Ilhas Virgens Americanas
- Escalão máximo: Campeonato Virginense de Futebol (Ilhas Virgens Americanas) (Inglês: US Virgin Islands Championship)

## Ilhas Virgens Britânicas
- País:  Ilhas Virgens Britânicas
- Associação de futebol: Associação de Futebol das Ilhas Virgens Britânicas
- Escalão máximo: Campeonato Virginense de Futebol (Ilhas Virgens Britânicas) (Inglês:  British Virgin Islands Championship)

## Jamaica
- País:  Jamaica
- Associação de futebol: Federação de Futebol da Jamaica
- Escalão máximo: Campeonato Jamaicano de Futebol (Inglês: Jamaican National Premier League)

## Martinica
- País:  Martinica
- Associação de futebol: Liga de Futebol da Martinica
- Escalão máximo: Campeonato Martinicano de Futebol (Francês: Martinique Championnat National)

## México
- País:  México
- Associação de futebol: Federação Mexicana de Futebol
- Escalão máximo: Primera División de México (Espanhol: Primera División de Fútbol)

## Montserrat
- País:  Montserrat
- Associação de futebol: Associação de Futebol de Montserrat
- Escalão máximo: Campeonato Nacional de Montserrat (Inglês:  Montserrat Championship)

## Nicarágua
- País:  Nicarágua
- Associação de futebol: Federação Nicaraguense de Futebol
- Escalão máximo: Campeonato Nicaraguense de Futebol (Espanhol: Primera División de Nicaragua)

## Panamá
- País:  Panamá
- Associação de futebol: Federação Panamenha de Futebol
- Escalão máximo: Campeonato Panamenho de Futebol (Espanhol: Liga Panameña de Fútbol)

## Porto Rico
- País:  Porto Rico
- Associação de futebol: Federação Porto-Riquenha de Futebol
- Escalão máximo: Campeonato Porto-riquenho de Futebol (Inglês: Puerto Rico Soccer League)

## República Dominicana
- País:  República Dominicana
- Associação de futebol: Federação Dominicana de Futebol
- Escalão máximo: Campeonato Dominicano de Futebol (Espanhol:  Primera División de República Dominicana)

## São Martinho (Saint-Martin)
- País:  Saint Martin
- Associação de futebol: Comitê de Futebol de Saint-Martin
- Escalão máximo: Campeonato Saint-Martinense de Futebol (Francês:  Championnat de Saint-Martin de football)

## São Martinho (Sint Maarten)
- País:  Sint Maarten
- Associação de futebol: Associação de Futebol de Sint Maarten
- Escalão máximo: Campeonato Sint-Maartenense de Futebol (Holandês:  Kampioenschap van Sint Maarten)

## Santa Lúcia
- País:  Santa Lúcia
- Associação de futebol: Associação de Futebol de Santa Lúcia
- Escalão máximo: Campeonato Santa-lucense de Futebol (Inglês: Saint Lucia Premier Division)

## São Cristóvão e Nevis
- País:  São Cristóvão e Nevis
- Associação de futebol: Associação de Futebol de São Cristóvão e Nevis
- Escalão máximo: Campeonato São-cristovense de Futebol (Inglês: Saint Kitts Premier Division) Campeonato Nevis de Futebol (Inglês: Nevis Premier Division)

## São Vicente e Granadinas
- País:  São Vicente e Granadinas
- Associação de futebol: Federação de Futebol de São Vicente e Granadinas
- Escalão máximo: Campeonato São-vicentino de Futebol (Inglês: Saint Vincent and the Grenadines National League)

## Suriname
- País:  Suriname
- Associação de futebol: Federação Surinamesa de Futebol
- Escalão máximo: Campeonato Surinamês de Futebol (Holandês:  SVB-hoofdklasse)

## Trinidad e Tobago
- País:  Trinidad e Tobago
- Associação de futebol: Federação de Futebol de Trinidad e Tobago
- Escalão máximo: Campeonato Nacional de Futebol de Trinidad e Tobago (Inglês: TT Pro League)

## Turcas e Caicos
- País:  Turks e Caicos
- Associação de futebol: Associação de Futebol de Turcas e Caicos
- Escalão máximo: Campeonato Turco-caicense de Futebol (Inglês:  MFL League)